# Antonio Borges
Pour les articles homonymes, voir Borges.
Antonio Borges est un footballeur brésilien des années 1930 qui évolua en France. Ce fut le premier joueur brésilien à jouer en Championnat de France de Division 1 lors de la saison 1935-1936 sous le maillot de l'AS Cannes (un seul match joué). Il est transféré en Division 2 à Alès pour la saison 1936-1937 (18 matchs joués en championnat pour 12 buts). Il revient en Division 1 en 1938-1939 sous les couleurs du FC Antibes.

## Sources
- Marc Barreaud, Dictionnaire des footballeurs étrangers du championnat professionnel français (1932-1997), Paris, L'Harmattan, 1998, p.31
- Almanachs de Football, 1936 et 1937